# Vadim Moškovič
Vadim Nikolajevič Moškovič (rusky Вадим Николаевич Мошкович ; 6. dubna 1967, Moskva) je ruský podnikatel a miliardář. Zabývá se zejména investicemi do zemědělství a nemovitostí. Jeho jmění bylo odhadováno na 2,7 miliardy dolarů, podle časopisu Forbes je 55. nejbohatším Rusem.
V březnu 2025 byl zatčen. Je obviněn z rozsáhlého podvodu, za který mu hrozí až 10 let vězení.

## Život
Vadim Moškovič se narodil do židovské rodiny v Moskvě. Navštěvoval zde matematickou školu a v roce 1992 absolvoval Moskevský státní institut radiotechniky, elektroniky a automatizace. Je ženatý a má tři děti.

## Podnikání

### Zemědělství
Moškovič začal podnikat v zemědělství v roce 1995, a to dovozem cukru. V letech 1997 až 2003 začal získávat závody na zpracování cukru a v roce 2004 založil Rusagro Group. Společnost se rozrostla a stala se jedním z největších zemědělských podniků v Rusku, který působí ve čtyřech obchodních segmentech: V roce 2011 Rosagro Plc. (hlavní holdingová společnost Rusagro Group) vstoupila na londýnskou burzu, čímž získala přibližně 300 milionů dolarů. Moškovič v současné době drží ve společnosti 75% podíl.

### Realitní development
Moškovič ovládá Masshtab, jednu z největších ruských developerských společností, zaměřenou na oblast Nová Moskva. Společnost zde vlastní přes 2 580 hektarů půdy.

## Politická kariéra
Moškovič byl za Bělgorodskou oblast členem Rady federace. Byl členem jejího výboru pro hospodářskou politiku. Jeho funkční období v Radě federace skončilo v říjnu 2015.

## Sankce ze strany EU
Dne 10. března 2022 byl Moškovič sankcionován Evropskou unií.

## Zatčení
V březnu 2025 byl Moškovič zatčen. Šéf zemědělského holdingu Rusagro byl po razii FSB obviněn z podvodů a zneužití pravomocí. Jeho firma by se mohla stát obětí predátorského znárodňování. Jde o zatčení nejvýznamnějšího podnikatele od dob Michaila Chodorkovského. Ten byl zadržen v roce 2003 a odsouzen mj. za podvody a praní špinavých peněz ke 14 letům vězení. Po 10 letech byl omilostněn Vladimirem Putinem a od té doby žije mimo Rusko.

## Filantropie
Moškovič financuje školu pro nadané děti v Kommunarce (v Nové Moskvě). Je dárcem a členem správní rady Národní výzkumné univerzity – Vyšší ekonomické školy v Moskvě a Belgorodské státní výzkumné univerzity. Je také dárcem a členem správní rady Židovského muzea a střediska tolerance v Moskvě.